# Математична асоціація Америки
Математична асоціація Америки (англ. The Mathematical Association of America, MAA) — це професійне товариство, яке спрямоване на математику, доступну на рівні бакалаврату. Серед учасників — викладачі університетів, коледжів та середніх шкіл; аспіранти та студенти; чисті та прикладні математики; інформатики; статистики; та багато інших в наукових колах, уряді, бізнесі та промисловості.
MAA була заснована в 1915 році, головний офіс якої знаходиться в районі Дапон-Сірк у Вашингтоні, округ Колумбія. Організація видає математичні журнали та книги, в тому числі Американський математичний щомісячник (American Mathematical Monthly) (заснований у 1894 р. Бенджаміном Фінкелем), найбільш читаний журнал математики у світі за даними JSTOR.

## Зустрічі
MAA спонсорує щорічний літній фестиваль MathFest, а також співспонсорує разом з Американським математичним товариством Спільну математичну зустріч (Joint Mathematics Meeting), що проводиться на початку січня кожного року. Іноді до цих зустрічей приєднується також Товариство промислової та прикладної математики. Двадцять дев'ять регіональних секцій MAA також проводять регулярні засідання.

## Публікації
Асоціація видає кілька журналів у партнерстві з міжнародним книжковим видавництвом Taylor & Francis:
- Американський математичний щомісячник (The American Mathematical Monthly) — довідник, орієнтований на широку аудиторію — від студентів до математичних досліджень.
- Журнал «Математика» (Mathematics Magazine) — довідник, орієнтований на викладачів математики, особливо молодшого та старшого рівня.
- Журнал математичного коледжу (The College Mathematics Journal)  — довідник, орієнтований на викладачів математики, особливо на першокурсників.
- «Математичні обрії» (Math Horizons)  — довідник, призначений для студентів магістрантів.

MAA FOCUS — це бюлетень членів асоціації, який публікує новини та короткі статті, що можуть бути цікавими членам асоціації.
Асоціація має також Інтернет-ресурс «Цифрова бібліотека математичних наук» (Mathematical Sciences Digital Library) (Math DL). Цей ресурс запущений в 2001 році за допомогою Інтернет-журналу Онлайн-математика та її застосування (Online Mathematics and its Applications) (JOMA) та має також набір інструментів для аудиторій Digital Resources Class Resources.
В 2004 р. вийшов виключно історичний журнал «Конвергенція», а в 2005 р. з допомоги «MAA Reviews» також онлайн-сервіс огляду книг.

## Змагання
MAA спонсорує численні конкурси для студентів, включаючи конкурс Вільяма Лоуелла Патнама для студентів магістрів, онлайн-серію конкурсів та Американські математичні змагання (American Mathematics Competitions) (AMC) для учнів середніх шкіл. Ця серія змагань включає:
- «AMC 8» — для учнів у віці нижче 14,5 років  — 25 питань із множинним вибором за 40 хвилин
- «AMC 10 / AMC 12» — для учнів у віці нижче 17,5 та 19,5 років відповідно  — 25 питань із множинним вибором за 75 хвилин
- «AIME» — екзамен для топ 5 % учнів з AMC 12  — 15 коротких запитань за 3 години
- «USAMO / USAJMO» — олімпіади для учнів США — 6 запитань, 2 дні, 9 годин, доказова олімпіада

За допомогою цієї програми визначаються найталановитіші учні, які запрошуються взяти участь у Програмі математичної олімпіади (Mathematical Olympiad Program) — літній математичній програмі підготовки 6 найталановитіших членів команди США для підготовки до Міжнародної математичної олімпіади.

## Організаційна структура
MAA складається з наступних двадцяти дев'яти регіональних підрозділів
Allegheny Mountain, EPADEL, Флорида, Іллінойс, штат Індіана, Intermountain, Айова, Канзас, Кентуккі, Луїзіана / Міссісіпі, MD-DC-VA, метро Нью-Йорк, Мічиган, Міссурі, Небраска — SE SD, Нью-Джерсі, Північна Центральна, Північно-Східна, Північна Каліфорнія — NV-HI, Огайо, Оклахома-Арканзас, Тихоокеанський північний захід, Скеляста гора, Морський шлях, Південний Схід, Південна Каліфорнія — NV, Південно-Західна, Техас, Вісконсин

## Групи особливих інтересів
Існує сімнадцять груп спеціальних інтересів Математичної асоціації Америки (Special Interest Groups of the Mathematical Association of America() SIGMAA). Ці SIGMAA були створені для просування місії MAA шляхом підтримки груп зі спільними математичними інтересами, та для сприяння взаємодії між такими групами та більшим математичним співтовариством.
- Mathematics and the Arts
- Business, Industry, Government
- Mathematical and Computational Biology
- Environmental Mathematics
- History of Mathematics
- Inquiry-Based Learning
- Math Circles for Students and Teachers
- Mathematical Knowledge for Teaching
- Philosophy of Mathematics
- Quantitative Literacy
- Recreational Mathematics[5]
- Research in Undergraduate Mathematics Education
- Mathematics and Sports[5]
- Statistics Education
- Teaching Advanced High School Mathematics
- Undergraduate Research
- Mathematics Instruction Using the WEB

## Нагороди та призи
MAA розподіляє безліч призів, включаючи премію Шовене, премію Карла Б. Аллендерерфера, премію Тревора Еванса, премію Лестера Р. Форда, премію Джорджа Полі, премію Мертен М. Хассе, премію Генрі Л. Вільха,, Премію Девіда Роббінса,  Книжкову премію Ейлера та премію Беккенбаха.

## Членство
MAA є одним із чотирьох учасників у Спільній політичній раді з питань математики (Joint Policy Board for Mathematics) (JPBM) і бере участь у Раді математичних вчених (Conference Board of the Mathematical Sciences) (CBMS), яка є «парасольковою» організація з шістнадцяти професійних товариств.

## Історичні відомості
Асоціація розпочала свою діяльгість у 1894 році, коли Бенджамін Фінкель заснував «Американський математичний щомісячник», який писав: "Більшість наших існуючих журналів займаються майже виключно предметами, недоступними для пересічного студента чи вчителя математики або, принаймні, темами, з якими вони знайомі, і мало, якщо взагалі, місця приділяється вирішенню проблем… Редакція не пошкодує зусиль, щоб зробити цей найцікавіший і найпопулярніший журнал найбільш відомим в Америці ".

## Інклюзивність

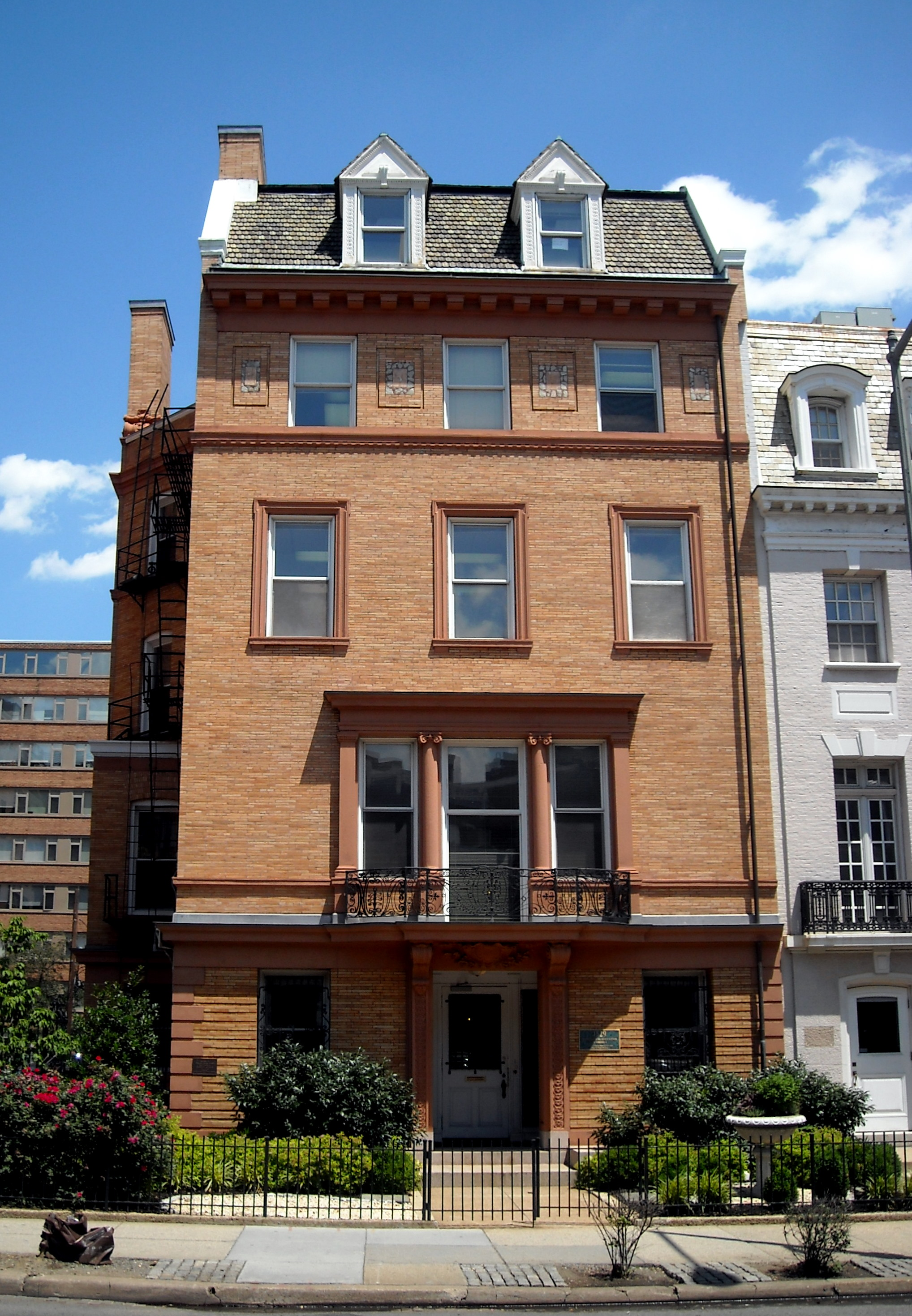
Штаб-квартира MAA у Вашингтоні, округ Колумбія

MAA протягом тривалого часу дотримується суворої політики інклюзивності та недискримінації.
У попередні роки асоціація була об'єктом поширення тих же самих проблем дискримінації, що були широко розповсюджені в усіх Сполучених Штатах. Один горезвісний інцидент на південно-східній секції на засіданні в Нешвілі в 1951 році був задокументований математиком та активістом рівних прав Лі Лорчем. Ось цитата, озвучена на врученні премій MAA 2007 року, де Лорч отримав бурхливі овації:
« Лі Лорх, завідувач кафедри математики в Університеті Фіска, і троє чорношкірих колег Евелін Бойд (нині Гранвіль), Уолтер Браун та Х. М. Холлоуей прийшли на зустріч і були готові відвідати наукові сесії. Однак організатор завершального бенкету відмовився виконати бронювання місць для цих чотирьох математиків. („Листи в науці“, 10 серпня 1951 р., стор. 161—162). Лорч та його колеги звертались до керівних органів AMS (American mathematical society) та MAA з проханням пошуку підзаконних актів проти дискримінації. Підзаконні акти не змінювались, але недискримінаційна політика була встановлена і з того часу неухильно дотримується.»
Першою жінкою-президентом Асоціації була Дороті Льюїс Бернштейн (1979—1980).

## Президенти
Президенти МАА:
| - 1916 Earl R Hedrick - 1917 Florian Cajori - 1918 Edward V Huntington - 1919 Herbert Ellsworth Slaught - 1920 David Eugene Smith - 1921 George A Miller - 1922 Raymond C Archibald - 1923 Robert D Carmichael - 1924 Harold L Reitz - 1925 Julian L Coolidge - 1926 Dunham Jackson - 1927—1928 Walter B Ford - 1929—1930 John W Young - 1931—1932 Eric T Bell - 1933—1934 Arnold Dresden - 1935—1936 David R Curtiss - 1937—1938 Aubrey J Kempner - 1939—1940 William B Carver - 1941—1942 Raymond Woodard Brink - 1943—1944 William D Cairns - 1945—1946 Cyrus C MacDuffee - 1947—1948 Lester R Ford - 1949—1950 Rudolph E Langer - 1951—1952 Saunders Mac Lane - 1953—1954 Edward J McShane - 1955—1956 William L Duren, Jr - 1957—1958 G Baley Price - 1959—1960 Carl B Allendoerfer - 1961—1962 Albert W Tucker | - 1963—1964 R H Bing - 1965—1966 Raymond L Wilder - 1967—1968 Edwin E Moise - 1969—1970 Gail S Young - 1971—1972 Victor Klee - 1973—1974 Ralph P Boas - 1975—1976 Henry O Pollak - 1977—1978 Henry L Alder - 1979—1980 Dorothy L Bernstein - 1981—1982 Richard D Anderson - 1983—1984 Ivan Niven - 1985—1986 Lynn A Steen - 1987—1988 Leonard Gillman - 1989—1990 Lida K Barrett - 1991—1992 Deborah Tepper Haimo - 1993—1994 Donald L Kreider - 1995—1996 Kenneth A Ross - 1997—1998 Gerald L Alexanderson - 1999—2000 Thomas F Banchoff - 2001—2002 Ann E. Watkins - 2003—2004 Ronald L Graham - 2005—2006 Carl C Cowen - 2007—2008 Joseph A Gallian - 2009—2010 David M Bressoud - 2011—2012 Paul M Zorn - 2013—2014 Bob Devaney - 2015—2016 Francis E. Su - 2017—2018 Deanna Haunsperger - 2019—2020 Michael Dorff |

## Дивитися також
- Американська математична асоціація дворічних коледжів
- Американське математичне товариство
- Національна рада вчителів математики
- Товариство промислової та прикладної математики